# Dippijp
Een dippijp is een leiding die in een vloeistofreservoir reikt tot aan het peil waarop het reservoir maximaal mag worden gevuld. De dippijp kan middels een afsluiter worden geopend/gesloten. Een dippijp wordt toegepast om de valhoogte van een vloeistof tijdens het vullen van het reservoir te beperken ter voorkoming van statische elektriciteit, schuimvorming of stankoverlast.